# José Manuel Garza Madero
José Manuel Garza Madero (* 15. Januar 1952 in Monterrey) ist ein mexikanischer römisch-katholischer Geistlicher und Weihbischof in Monterrey.

## Leben
José Manuel Garza Madero studierte Katholische Theologie und empfing am 8. September 1979 das Sakrament der Priesterweihe für das Erzbistum Monterrey.
Neben verschiedenen Aufgaben in der Pfarrseelsorge war geistlicher Assistent der Charismatischen Bewegung und Dekan. Bis zu seiner Ernennung zum Weihbischof gehörte er dem Priesterrat und dem Konsultorenkollegium des Erzbistums Monterrey an. Außerdem war er Kirchenrektor der Kathedrale und Bischofsvikar für die Sakramentenspendung in besonderen seelsorglichen Situationen.
Papst Franziskus ernannte ihn am 17. Oktober 2020 zum Titularbischof von Tiburnia und zum Weihbischof im Erzbistum Monterrey. Einen Tag später wurde ihm statt Tiburnia, das im Rang eines Erzbistums steht, der Titularsitz Tetci verliehen. Der Erzbischof von Monterrey, Rogelio Cabrera López, spendete ihm sowie den mit ihm ernannten Weihbischöfen César Garza Miranda OFM und Juan Carlos Arcq Guzmán am 17. Dezember desselben Jahres die Bischofsweihe.